# 理科離れ
理科離れ（りかばなれ）、理工系離れ（りこうけいばなれ）とは、理科に対する子供の興味・関心・学力の低下、国民全体の科学技術知識の低下、若者の進路選択時の理工系離れと理工系学生の学力低下、そしてその結果、次世代の研究者・技術者が育たないこと、などの問題の総称である。理数離れとも言われる。生活の変化などが原因とされている。
研究者・技術者が育たなくなった結果、ものづくりやイノベーションの基盤が危うくなるといった問題が指摘されている。

## 現状
現状では、理科離れの明確な定義は存在しない。それを指摘する根拠の一つとして、国際教育到達度評価学会（IEA）が実施した「国際数学・理科教育調査」により、日本の生徒は成績が良いにもかかわらず、理科が楽しいと思う生徒が極めて少ないことが挙げられる。国際数学・理科教育調査TIMSS2019によれば、小・中学校理科の平均得点は58ヶ国中4位と高水準であるが、「理科を勉強すると日常生活に役立つ」と答えた生徒の割合が国際平均より低い傾向がみられる。その10年前にあたる1999年の調査でも理科が好きと答えた小学生の割合は55パーセントで調査対象国中22位、1から3位はインドネシア、マレーシア、イランである。アメリカ合衆国は15位、韓国が23位、数学もおおよそ同じ傾向がみられる。
「平成22年度の小学校理科教育実態調査」によると、教職経験5年未満の教員で、理科の指導が「得意」「やや得意」と肯定的に回答しているのは49%にとどまっている。
科学技術・学術政策研究所の比較調査においても、日本国民の科学技術に対する関心は他の2カ国（アメリカ、イギリス）と比較して低い。一般市民の科学リテラシーが低いこと、若者のパソコン離れ・学校教育でのデジタル化忌避の傾向も指摘される。文部科学省の理科専門部会においても、成人の科学リテラシーが低く、成人の科学離れが大きな問題とし、これが社会の科学教育力の低下を示しており、このことが学校における児童生徒の理科の学習に影響を与えているとしている。
ただし実際のところOECD生徒の学習到達度調査（PISA）で、日本の科学的リテラシーはどのように評価されているのかは、2018年の調査では2位になっており、PISA2000年調査結果概要（PDF）でも、日本の順位は1位の韓国に次いで2位であり、信頼区間として「1位グループ」と評価されている。前述の国際数学・理科教育調査による文部科学省の見解でも、「我が国の児童生徒の成績は、国際的にトップクラスであり、全体としておおむね良好である。」と評価しており、学力そのものについてはさほど問題視されていない。
また、大学受験者の総数に占める理工系志願者（とりわけ工学部）の比率や理科の履修率（とりわけ物理学）の低下を指摘し、高校の理科離れとする文献がある。若年人口の減少や都市部への人口流出の加速による大学全体の志願者数の減少を理科離れ・工学離れとされている可能性が指摘されている。また、文部科学省が発表している学校基本調査によると大学・大学院生の比率自体は、理学部が3.5%(平成9年度）→3.4%(平成19年度）→3.1%(平成29年度）、工学部が19.5%(平成9年度）→16.7%(平成19年度）→14.9%(平成29年度）まで低下しているが、2020年代になると東進ハイスクール・東進衛星予備校を運営するナガセが2021年4月に実施した「第2回4月 共通テスト本番レベル模試」の受験者志望動向では、近年の傾向として理系人気が高くなる、文系は低下というのはこの模試の時点でも変わらず、特に工学系の人気がさらに高まっているとしている。
日本で「理科離れ」が浮き彫りになっていったのは、1980年代にかけて実際の自然や生物に触れる機会が少ない子供が増えたことを憂慮・揶揄するジョーク的な都市伝説で有名な「死んだカブトムシに、電池を入れ替えようとした子供がいた」を経た1990年ごろから話題となっていったという。そして、OECD（経済協力開発機構）の国際的な学習到達度調査が始まった2000年ごろ、子供の理系教科における学力や意識の国際比較が可能になったためである。その後、理科離れの傾向に危機感を抱いた各国は、科学技術政策における重点課題に理数系教育の充実を挙げ、科学技術分野の人材育成・確保に力を入れていく。

## 原因
理科離れは、日本以外の先進国でも共通して見られる現象である。科学技術が発達した時代に生まれ育った現代の若者は、科学技術の成果に基づいて生産されたものを喜んで利用（消費）するが、科学技術への興味・関心はなく、科学技術の成果の生産者になろうとしない。これが理科離れを生むメカニズムであるとされる。
白鳥紀一は理科離れの基本的な問題は「理科」にあるのではなく、学生たちは「理科」から離れたのではなくて、意識構造の中に実際にその世界に触れてそれをわかろうと努力する中でしか感じとれない外の世界、「思った通りになるから」ではない、「わかっていない世界の存在を教えてくれる」ので自然を勉強しよう、という「わかっていない」世界の存在というものが消えてしまったからであるとしている。
さらに理系進学に対する悪評や、理系学生にとっても科学研究職など、比較的遠い将来の科学技術発展を担う基礎研究の分野において学んだことを、実際に将来の仕事に活かすことが難しいことが顕著であると、指摘する論考もある。

## 改善策とそれに対する反論

### 改善策
2007年6月、日本学術会議は、小学校高学年から理科専科教員の導入や、博士課程修了者の積極的な教員への採用、小学校教員養成大学の入試で、理科系科目を必須化することなどを提言した。同年12月、教育再生会議も、3次報告で小学校高学年での理科専門教員の配置を盛り込んだ。
文部科学省は、2013年度予算で理科教育振興策を講じた。特に「理科実験準備等支援事業」は、小・中学校などでの理科の観察・実験に使用する設備の準備・調整を行う助手を配置する、というもので、専科教員の不足を補う施策として注目される。
自由民主党の教育再生本部は、文系の大学入試で理数科目を必修とすることや、文部科学省指定の「スーパーサイエンスハイスクール」の生徒を倍増すること、小学校の理科の授業を中学校や高等学校理科の教員免許を持つ教員に限定することを提案している。
科学技術振興機構は、理数系教員（コア・サイエンス・ティーチャー）養成拠点構築プログラムによって、「理工学系学生」「現職教員」「教育学系学生」を地域の理数系教育の中核を担う教員となるよう養成している。

### 反論
大槻義彦は自著で「科学館やイベントで一時的に科学に対する関心や面白さを喚起しても、持続できずに結果として関心が失せてしまう」と理科イベントや科学館などによる取り組みの効果を否定している。
長沼祥太郎は日本の理科教育は生活環境における自然や科学技術の関心の弱まりを補う内容にはなっていないとしており、佐々木信雄は教員養成の段階や現場教育の時点で、理科教育が教育デフレスパイラルに陥っているという指摘もある。
材料科学を専門とする舟橋正浩も、個人的な感想でしかないと断ったうえで、対策が科学啓蒙や科学の成果や重要性を語る、などに力点を置いていることについては対策として適切であるとは思えず、一番の原因は教科書上で科学の内容はすでに確定しており、それが正しいものとして固定された絶対主義的科学観があり、そこでは受験に追われる生徒にとって実験などの現象把握は時間の無駄でしかなく、正しいことを覚えてしまうことが重要という受験の結びつきによるものとしか思えないとしており、科学の基盤の脆さを語る方がよっぽど高校生らの関心をひくことが出来るであろうとしている。

## 関連文献
- 毎日新聞社科学環境部 - 理系白書 この国を静かに支える人たち 2003：ISBN  4-06-211711-8
- サミュエル・コールマン著（岩館葉子訳）『検証　なぜ日本の科学者は報われないのか』文一総合出版
- 読売新聞社 - ヨミウリオンライン、2007年12月5日記事